# Der Krieg (Heym)
Der Krieg, eigentlich Der Krieg I, ist ein Gedicht von Georg Heym. Es wurde vom 4. bis 10. September 1911 verfasst und erschien nach Heyms Tod ein Jahr darauf im Band Umbra vitae. Das Gedicht  wird dem Frühexpressionsmus zugeordnet. 1919 erschien es gemeinsam mit zwölf weiteren Gedichten Heyms in der Sammlung Menschheitsdämmerung. 1924 wurde der Band aus nachgelassenen Gedichten mit 47 Holzschnitten Ernst Ludwig Kirchners erneut aufgelegt.

## Text
Der Krieg I

Aufgestanden ist er, welcher lange schlief,

Aufgestanden unten aus Gewölben tief.

In der Dämmrung steht er, groß und unerkannt,

Und den Mond zerdrückt er in der schwarzen Hand.

In den Abendlärm der Städte fällt es weit,

Frost und Schatten einer fremden Dunkelheit,

Und der Märkte runder Wirbel stockt zu Eis.

Es wird still. Sie sehn sich um. Und keiner weiß.

In den Gassen faßt es ihre Schulter leicht.

Eine Frage. Keine Antwort. Ein Gesicht erbleicht.

In der Ferne wimmert ein Geläute dünn

Und die Bärte zittern um ihr spitzes Kinn.

Auf den Bergen hebt er schon zu tanzen an

Und er schreit: Ihr Krieger alle, auf und an.

Und es schallet, wenn das schwarze Haupt er schwenkt,

Drum von tausend Schädeln laute Kette hängt.

Einem Turm gleich tritt er aus die letzte Glut,

Wo der Tag flieht, sind die Ströme schon voll Blut.

Zahllos sind die Leichen schon im Schilf gestreckt,

Von des Todes starken Vögeln weiß bedeckt.

Über runder Mauern blauem Flammenschwall

Steht er, über schwarzer Gassen Waffenschall.

Über Toren, wo die Wächter liegen quer,

Über Brücken, die von Bergen Toter schwer.

In die Nacht er jagt das Feuer querfeldein

Einen roten Hund mit wilder Mäuler Schrein.

Aus dem Dunkel springt der Nächte schwarze Welt,

Von Vulkanen furchtbar ist ihr Rand erhellt.

Und mit tausend roten Zipfelmützen weit

Sind die finstren Ebnen flackend überstreut,

Und was unten auf den Straßen wimmelt hin und her,

Fegt er in die Feuerhaufen, daß die Flamme brenne mehr.

Und die Flammen fressen brennend Wald um Wald,

Gelbe Fledermäuse zackig in das Laub gekrallt.

Seine Stange haut er wie ein Köhlerknecht

In die Bäume, daß das Feuer brause recht.

Eine große Stadt versank in gelbem Rauch,

Warf sich lautlos in des Abgrunds Bauch.

Aber riesig über glühnden Trümmern steht

Der in wilde Himmel dreimal seine Fackel dreht,

Über sturmzerfetzter Wolken Widerschein,

In des toten Dunkels kalten Wüstenein,

Daß er mit dem Brande weit die Nacht verdorr,

Pech und Feuer träufet unten auf Gomorrh.

## Form
| Vers                                  | Versmaß                 | Reim |
| ------------------------------------- | ----------------------- | ---- |
|                                       |                         |      |
| 1                                     | – υ – υ – υ – υ – υ – υ | a    |
| 2                                     | – υ – υ – υ – υ – υ – υ | a    |
| 3                                     | – υ – υ – υ – υ – υ – υ | b    |
| 4                                     | – υ – υ – υ – υ – υ – υ | b    |
| – : betonte Silbe υ : unbetonte Silbe |                         |      |

Das Gedicht besteht aus 11 Strophen mit je 4 Versen. Die Strophen bestehen durchgehend aus zwei Paarreimen. Die zumeist in sechshebigem Trochäus verfassten Verse weisen eine männliche Kadenz auf. Die Verse 10, 31, 34 und 40 besitzen sieben, der Vers 32 acht Hebungen. Vers 38 verfügt über fünf Hebungen. 
Die abfallende Wirkung des Versfußes und der vergleichsweise einfache Paarreim erzeugen einen langsamen, schwerfälligen Rhythmus, der durch die starre Einhaltung der Metrik noch bis zum Schluss fortgetragen wird. Verstärkt wird dies durch die Verwendung eines sechshebigen Trochäus, statt des üblichen Vierhebers, und den Einsatz männlicher Reime, die zu einer größeren Isolierung der einzelnen Verse beitragen. Der „Heymsche Rhythmus resultiert daraus, daß die Welt zunächst in einen Zustand vollkommener Erstarrung überführt wird, ablesbar an der Zeilenstruktur, um dann in eine vom Autor initiierte Unruhe versetzt zu werden“, meint Klaus Günther Just im Hinblick auf Heyms Dichtung.

## Tagebuchaufzeichnungen
Georg Heym notierte am 6. Juli 1910 in seinem Tagebuch unter anderem folgende Zeilen:

„Ach, es ist furchtbar. Schlimmer kann es auch 1820 nicht gewesen sein. Es ist immer das gleiche, so langweilig, langweilig, langweilig. Es geschieht nichts, nichts, nichts. Wenn doch einmal etwas geschehen wollte, was nicht diesen faden Geschmack von Alltäglichkeit hinterläßt. Wenn ich mich frage, warum ich bis jetzt gelebt habe. Ich wüßte keine Antwort. Nichts wie Quälerei, Leid und Misere aller Art. [...] Geschähe doch einmal etwas. Würden einmal wieder Barrikaden gebaut. Ich wäre der erste, der sich darauf stellte, ich wollte noch mit der Kugel im Herzen den Rausch der Begeisterung spüren. Oder sei es auch nur, daß man einen Krieg begänne, er kann ungerecht sein. Dieser Frieden ist so faul ölig und schmierig wie eine Leimpolitur auf alten Möbeln.“

Ronald Salter urteilt: „Georg Heym wollte den Kampf, ja sogar den Krieg als Heilmittel gegen die Krankheit seiner Zeit, der Zeit des II. Kaiserreiches“. Heyms Kriegsbegeisterung gründet auf Gedanken Friedrich Nietzsches und Georg Simmels, denen zufolge der Krieg revitalisierend auf das erstarrte Leben wirke.

## Interpretation
Nach Anselm Ruest und Paul Zech, die 1915/1916 das Gedicht in einer Würdigung Heyms mitabdruckten, habe der Dichter die Schrecken des Ersten Weltkriegs vorhergesehen. Nach 1945 teilte noch Hermann Kasack diese Auffassung und interpretierte das Gedicht als Vorankündigung der beiden Weltkriege sowie als Vorwegnahme der Verheerungen durch den Luftkrieg über deutsche Großstädte.
Mit der Veröffentlichung von Dokumenten zu Heyms Werk gilt diese Deutung als überholt. Christa Karpenstein-Eßbach ergänzt, dass man auch in den zahlreichen Rezensionen des Gedichtes anlässlich der Herausgabe des Bandes Umbra Vitae Heym keine Vorahnung des Krieges nachgesagt hat. Diese Interpretation wurde durch die Kontextualisierung des Gedichts – Kurt Pinthus hatte es in der Anthologie Menschheitsdämmerung im Kapitel „Sturz und Schrei“ veröffentlicht – begünstigt.
Die Entstehung des Gedichtes fällt mit der Zweiten Marokkokrise zusammen. Marianne Kesting verweist auf die weitverbreitete Furcht vor einem Krieg mit Frankreich, das verdächtigt wurde, das Deutsche Reich mit schwarzafrikanischen Kolonialtruppen ‚überschwemmen‘ zu wollen. Statt um eine Warnung vor dem Krieg gehe es in Heyms Gedicht um einen gegen den Bürger gerichteten „Wunsch nach Vernichtung“. Deshalb lasse Heym den Krieg in der „Gestalt eines korybantisch tanzenden Negers“ gegen die Bürger antreten. In diesem Sinne stellt das Gedicht dem Verfall der bürgerlichen Welt den Vitalismus des Krieges gegenüber.

## Rezeption
Das Gedicht wurde in zahlreiche Anthologien aufgenommen. Neben zwölf weiteren Gedichten Heyms erschien es 1919 in der expressionistischen Sammlung Menschheitsdämmerung.
Eine Vertonung des Gedichtes nahm Konstantin Wecker 2015 in seinem Album Ohne Warum vor.

### Textausgaben
- Georg Heym: Der Krieg. In: Umbra vitae. Nachgelassene Gedichte. Hrsg. von Elmar Jansen. Edition Leipzig, Leipzig 1968, S. 3–4.
- Georg Heym: Der Krieg I. In: Dichtungen und Schriften. Hrsg. von Karl Ludwig Schneider. Bd. 1. Ellermann, Hamburg 1964, S. 346–347.

### Sekundärliteratur
- Günter Dammann, Karl Ludwig Schneider, Joachim Schöberl: Georg Heyms Gedicht „Der Krieg“. Handschriften und Dokumente; Untersuchungen zur Entstehungsgeschichte und zur Rezeption. Winter, Heidelberg 1978 (= Beihefte zum Euphorion 9), ISBN 3-533-02700-7.
- Friedrich Leiner: Georg Heym. Der Krieg. In: Interpretationen moderner Lyrik. Anlässlich der Germanistenverbandstagung hrsg. von der Fachgruppe Deutsch-Geschichte im Bayerischen Philologenverband. 6. Auflage. Diesterweg, Frankfurt am Main / Berlin / Regensburg 1959, S. 40–47.